# Pomelaä
Pomelaä was een Japans krijgsgevangenenkamp in Nederlands-Indië. Het lag aan de westkust van de oostelijke “poot” van Zuid-Celebes, aan de Mekonggabaai. Het kamp was opgezet naast een nikkelmijn aan de oostzijde van de plaats Pomelaä.
In dit kamp bevonden zich naast een permanent onbekend aantal Romusha's ongeveer 200-240 Engelse krijgsgevangenen. Deze krijgsgevangenen waren afkomstig uit het Infanteriekampement. Zij moesten in de periode van januari 1943 tot medio september 1943 onder een extreem hard regime van de Japanners dwangarbeid verrichtten in de nikkelmijn.
De omstandigheden waren uitermate slecht. Zo was sprake van een vochtige omgeving met veel muggen en waren er veel zieken. Eind augustus 1943 waren er nog maar 19 krijgsgevangenen in staat om te werken. Op 16 september keerden 224 (over)levenden terug vanuit de nikkelmijn naar het infanteriekampement.